# Francine Zouga
Francine Zouga Edoa (Yaoundé, 9 novembre 1987) è una calciatrice camerunese, di ruolo centrocampista.

## Carriera

### Club
Giunta in Europa, dal 2012 ha giocato inizialmente nel campionato svizzero femminile di calcio, con l'Aïre-le-Lignon, per trasferirsi alle kazake del CSHVSM Kairat di Almaty per la stagione 2013 e la prima parte di quella 2014, e dall'estate di quell'anno giungendo al Montpellier per giocare in D1 e infine, la stagione successiva, nuovamente in Svizzera nella squadra del Chênois impegnata nella Lega Nazionale B.
Nell'estate 2021 è tra le 5 calciatrici annunciate in arrivo al RFCU Lussemburgo, tra le quali la compagna di nazionale Marlyse Ngo Ndoumbouk, club lussemburghese con il quale disputa per la prima volta la UEFA Women's Champions League venendo impiegata nella competizione dal tecnico Alexandre Luthardt in tutti i due incontri disputati dalla sua squadra prima dell'eliminazione nella fase di qualificazione all'edizione 2021-2022.

### Nazionale
Francine Zouga viene selezionata per l'edizione di Guinea Equatoriale 2012 della Campionato africano femminile, in cui la nazionale arriva al terzo posto, grazie alla vittoria per 1-0 sulla Nigeria nella finale per il terzo posto, e ottenendo la finale nella successiva edizione di Namibia 2014 avvenuta grazie alla sconfitta per 2-0 contro la Nigeria garantirà a lei e alle sue compagne la storica qualificazione alla fase finale di un campionato mondiale femminile di calcio all'edizione di Canada 2015.
Successivamente viene convocata dalla Federcalcio camerunese per rappresentare la nazione vestendo la maglia della nazionale femminile ai Giochi della XXX Olimpiade nel 2012. La squadra inserita nel Gruppo E non riesce comunque a superare la prima fase del torneo.
Viene inserita nella rosa della nazionale in partenza per Canada 2015. In questa edizione dopo aver superato il girone eliminatorio con sei punti; frutto di due vittorie e una sconfitta, viene eliminata agli ottavi di finale dalla Cina con il risultato di 1 a 0 a favore delle asiatiche.

## Palmarès

### Club
- Campionato lussemburghese femminile: 1

RFCU Lussemburgo: 2021-2022
- Coppa di Lussemburgo femminile: 1

RFCU Lussemburgo: 2021-2022